# Ataque al consulado chino de Karachi
El 23 de noviembre de 2018, un asalto armado al consulado chino en Clifton, Karachi, Pakistán, mató a cuatro personas en un tiroteo que duró una hora. Los muertos fueron dos policías, dos civiles paquistaníes y los tres atacantes. Ningún ciudadano de la República Popular China resultó herido ni muerto en el ataque. Los tres atacantes también fueron asesinados.

## Ataque
Según el oficial del Departamento de Lucha contra el Terrorismo (CTD), Raja Umar Khattab, los atacantes dispararon y mataron a los dos policías en el primer puesto de control. A continuación, los atacantes detonaron granadas de mano y también intentaron abrir la puerta principal blindada del consulado con la ayuda de explosivos C-4, pero no lo consiguieron. Los intensos disparos y explosiones de granadas de mano mataron a dos civiles y dañaron un vehículo blindado de transporte de personal, dos vehículos policiales y otros seis automóviles estacionados frente al consulado, de los cuales tres se incendiaron.
La policía Suhai Aziz Talpur, superintendente superior de la policía de Karachi, dijo a los periodistas: "Alrededor de las 9 de la mañana, recibí la noticia de que había habido un ataque en el consulado chino. Ya estaba camino al trabajo, así que nos desviamos y nos apresuramos al escena del crimen. Ya tenía a mis guardias conmigo, los oficiales superiores estaban en camino. Mientras tanto, reunimos al equipo de desactivación de bombas y a los bomberos también". Ella organizó y dirigió la batalla de dos horas para defender el consulado. La batalla terminó después de que los tres atacantes murieran. Según Reuters, "Su rápida respuesta y sus acciones durante el asalto de casi dos horas a la misión diplomática en la ciudad portuaria del sur han sido elogiadas por salvar innumerables vidas". Ha sido aclamada como una heroína tanto en Pakistán como en China.

### Víctimas
Los policías asesinados en el puesto de control fueron identificados como el subinspector adjunto Ashraf Dawood y el agente Muhammad Amir por la policía de Sind. Los dos civiles asesinados eran un padre y un hijo de Quetta, llamados Niaz Muhammad, de 55 años, y Zahir Shah, de 25, respectivamente; en ese momento se encontraban esperando en el consulado para renovar sus visas. Un guardia de seguridad privado, Muhammad Jumman, empleado por el consulado resultó herido en la explosión cuando intentaba impedir que los atacantes pasaran las barreras.

## Investigación
Un primer informe de información registrado por el CTD de la policía de Sind en nombre del estado a través de Boat Basin SHO, acusó al jefe del BLA, Hyrbyair Marri, y a doce de sus ayudantes, incluido el comandante del BLA, Mian Aslam, alias 'Achu', alias Meeraq Baloch, por planear y facilitar el ataque. La policía identificó a uno de los atacantes a través de huellas dactilares comparadas con los registros de la Autoridad de Registro y Base de Datos Nacional como Abdul Razzaq, hijo de Din Muhammad. El 24 de noviembre de 2018, el ministro del Interior de Baluchistán, Mir Saleem Ahmed Khoso, dijo que dos hermanos de Abdul Razzaq fueron arrestados en Kharan.
Según AIG Dr. Amir Shaikh, el ataque fue planeado en Afganistán y supuestamente llevado a cabo con el apoyo de la agencia de espionaje de la India, Research and Analysis Wing, con el objetivo de sabotear el Corredor económico chino-pakistaní (CPEC).
El 26 de mayo de 2021, el Tribunal Antiterrorista de Pakistán expresó su disgusto por el hecho de que la fiscalía no pudo demostrar el papel del gobierno de la India en el ataque ni presentar testigos contra presuntos miembros del Ejército de Liberación de Baluchistán por facilitar el ataque al consulado chino.

## Perpetradores
El Ejército de Liberación de Baluchistán se atribuyó la responsabilidad del ataque en un tuit que incluía una fotografía de tres hombres  identificados como Azal Khan Baloch, Razik Baloch y Rais Baloch. Todos ellos fueron asesinados por la policía durante el ataque.
Según Express News, Aslam alias Achu, comandante del proscrito BLA y autor intelectual del ataque al consulado chino, estaba recibiendo tratamiento médico en ese momento en el Hospital Max de Nueva Delhi, India. Aslam Baloch alias Achu fue asesinado posteriormente en un ataque suicida en Kandahar el 25 de diciembre de 2018. El portavoz del BLA confirmó la muerte de Aslam Achu y otros cinco comandantes del BLA en Kandahar.

## Reacciones
El primer ministro paquistaní, Imran Khan, condenó el ataque y afirmó: "Que nadie tenga dudas de que aplastaremos a los terroristas, cueste lo que cueste". Dijo que "el ataque tenía como objetivo asustar a los inversores chinos y socavar al CPEC" y añadió que "estos terroristas no tendrán éxito".
El portavoz del Ministerio de Asuntos Exteriores chino, Geng Shuang, durante una conferencia de prensa regular dijo que "China condena enérgicamente cualquier ataque violento contra agencias diplomáticas". Dijo además que el proyecto del Corredor Económico China-Pakistán continuaría a pesar del ataque. El subjefe de misión de la embajada china, Zhao Lijian, expresó su agradecimiento al ejército y la policía de Pakistán por su "acción oportuna y adecuada" en respuesta al ataque.
El Ministerio de Asuntos Exteriores de la India emitió una declaración oficial el día del ataque en la que decía que la India condena enérgicamente el ataque terrorista y que "los autores de este atroz ataque deben ser llevados ante la justicia rápidamente".
El embajador encargado de negocios de Estados Unidos, Paul W. Jones, en una declaración en Twitter emitida por la embajada de Estados Unidos en Islamabad, dijo que Estados Unidos "condena en los términos más enérgicos el ataque de hoy al consulado chino".
La policía de Karachi, Suhai Aziz Talpur, que dirigió la operación de seguridad que frustró el ataque, se convirtió en "una estrella" en las redes sociales chinas. Una foto de ella rodeada de comandos se volvió viral en las redes sociales en Pakistán.